# Droga wojewódzka nr 591
Droga wojewódzka nr 591 (DW591) – droga wojewódzka w województwie warmińsko-mazurskim o długości ok. 64 km łącząca granicę państwa z Rosją z Kętrzynem i Mrągowem.

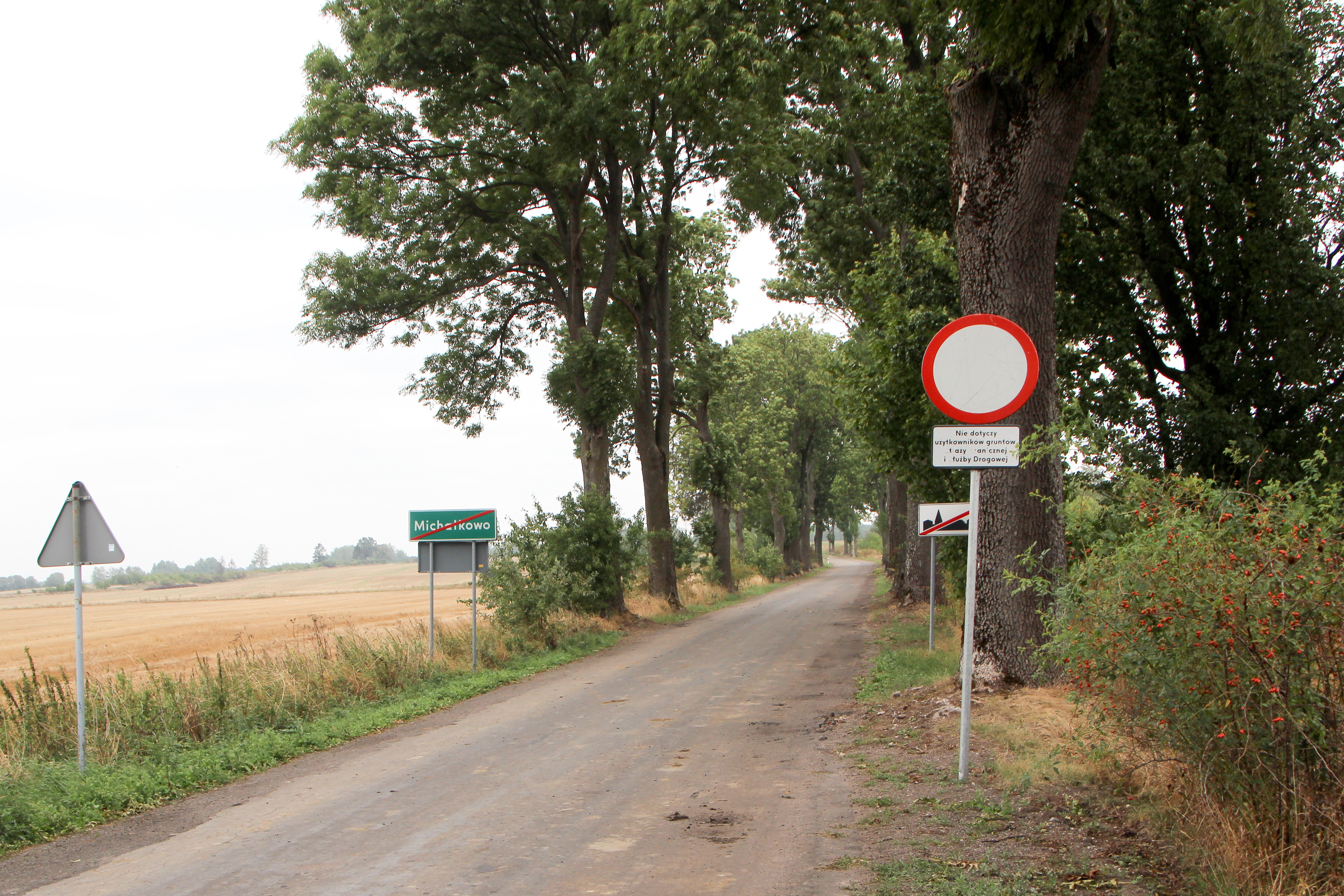
Koniec przejezdnego odcinka DW nr 591 w Michałkowie. Około 1,5 km dalej znajduje się granica polsko-rosyjska.

## Dopuszczalny nacisk na oś
Od 13 marca 2021 roku na całej długości drogi dopuszczalny jest ruch pojazdów o nacisku pojedynczej osi do 11,5 tony z wyjątkiem określonych miejsc oznaczonych znakiem zakazu B-19.

### Do 13 marca 2021 r.
Wcześniej droga wojewódzka nr 591 była objęta ograniczeniami dopuszczalnego nacisku pojedynczej osi:
| Znak  | Dopuszczalny nacisk | Lata obowiązywania | Odcinek                         |
| ----- | ------------------- | ------------------ | ------------------------------- |
| DW591 | do 10 ton           | do 2005            | Kętrzyn – Mrągowo               |
| DW591 | do 10 ton           | 2005–2010          | Kętrzyn – Mrągowo               |
| DW591 | do 10 ton           | 2010–2015          | Kętrzyn – Mrągowo               |
| DW591 | do 10 ton           | 2015–2021          | Stara Różanka – Mrągowo         |
| DW591 | do 8 ton            | do 2015            | granica państwa – Kętrzyn       |
| DW591 | do 8 ton            | 2015–2021          | granica państwa – Stara Różanka |